# Psorodonotus ebneri
Psorodonotus ebneri is een rechtvleugelig insect uit de familie sabelsprinkhanen (Tettigoniidae). De wetenschappelijke naam van deze soort is voor het eerst geldig gepubliceerd in 1952 door Karabag.
1. ↑  (en) Psorodonotus ebneri op de IUCN Red List of Threatened Species.